# Aérodrome de Westray
L'aérodrome de Westray, en anglais : Westray Airport (code IATA : WRY • code OACI : EGEW), est un aérodrome situé à Aikerness, au nord de l’île de Westray dans l'archipel des Orcades (anglais : Orkney), en Écosse.
Il est surtout connu pour être l'un des deux aéroports reliés par le vol commercial le plus court dans le monde, un vol du service inter-îles de Loganair, à destination de l'aérodrome de Papa Westray.

## Situation

### Carte des aéroports d'Écosse
| Aberdeen Barra Benbecula Campbeltown Colonsay Dundee Eday Édimbourg Fair Isle Foula Glasgow Glasgow-Prestwick Inverness Islay Kirkwall North Ronaldsay Oban Papa Westray Sanday Stornoway Stronsay Sumburgh Tingwall Tiree Westray Wick |

### Carte des aéroports des Orcades
| Eday Islay North Ronaldsay Papa Westray Sanday Stronsay Westray Kirkwall |

## Compagnies et destinations
| Compagnies | Destinations           |
| ---------- | ---------------------- |
| Loganair   | Kirkwall, Papa Westray |